# Lista de acidentes geológicos em Calisto
Essa página é uma lista de acidentes geológicos nomeados em Calisto

## Cadeias de crateras
As cadeias de crateras (catenae) de Calisto são nomeadas a partir de rios da mitologia nórdica.
| Cadeia de crateras | Nomeado a partir de |
| ------------------ | ------------------- |
| Eikin Catena       | Eikin               |
| Fimbulthul Catena  | Fimbulthul          |
| Geirvimul Catena   | Geirvimul           |
| Gipul Catena       | Gipul               |
| Gomul Catena       | Gomul               |
| Gunntro Catena     | Gunntro             |
| Sid Catena         | Sid                 |
| Svol Catena        | Svol                |

## Grandes estruturas de anéis
As enormes estruturas de anéis de Calisto são nomeadas a partir das casas de lugares dos deuses das mitologias do norte.
| Estrutura de anel | Nomeado a partir de |
| ----------------- | ------------------- |
| Adlinda           | Adlinda (inuíte)    |
| Asgard            | Asgard (nórdica)    |
| Utgard            | Utgard (nórdica)    |
| Valhalla          | Valhala (nórdica)   |